# Татанджело, Анна

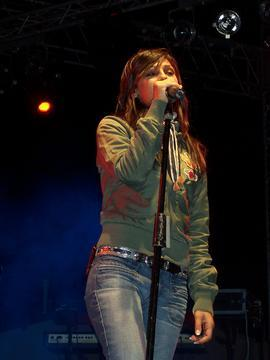
Анна Татанджело на концерте

Анна Татанджело (Anna Tatangelo) (итал. Anna Tatangelo; род. 9 января 1987, Сора, Фрозиноне (провинция), регион Лацио, Италия) — итальянская поп-певица, принимала участие в итальянской версии X фактор, в качестве судьи. В 15 лет стала самой молодой победительницей Newcomer’s Award на музыкальном Фестивале Sanremo.

## Биография
Анна Татанджело родилась 9 января 1987 года в Соре, в провинции Фрозиноне, центральной Италии. Анна имеет двух старших братьев, Маурицио и Джузеппе и старшую сестру Сильвию. В настоящий момент проживает в Риме. Имеет роман с певцом Gigi D’Alessio, от которого в 2010 году родила сына Андреа.
В 2002 году Татанджело в возрасте 15 лет становится самой молодой победительницей награды Newcomer's Award музыкального Фестиваля Сан-Ремо. После победы в 2003 году она записывает песню "Un nuovo bacio" ("Новый поцелуй"), в дуэте с её новым возлюбленным Gigi D’Alessio, и в 2004 году песню "Il mondo é mio" ("Мир мой"). Обе песни вошли в её первый альбом Attimo x attimo, который был выпущен в сентябре 2003 года.

### Ragazza di periferia
Её успех и популярность укрепились в 2005 году, когда был выпущен её второй альбом «Ragazza di periferia» (рус. Девушка с окраины). Альбом включал песни написанные в соавторстве с Gigi D'Alessio, и имел такие хиты как «Quando due si lasciano» (рус. Когда двое расстаются), «Qualcosa di te» (рус. Кое-что о тебе). В 2006 году Татанджело участвует в Фестивале Сан-Ремо, и побеждает в женской категории, с новой песней «Essere una donna» (рус. Быть женщиной).

### Mai dire mai
В 2007 году, Анна Татанджело продолжает своё восхождение на звездный олимп выпуском её третьего альбома «Mai dire mai» (рус. Никогда не говори никогда). Это первый альбом, в котором Татанджело является также и автором текстов к песням «Averti qui» (рус. Иметь тебя) и «Lo so che finira» (рус. Я знаю, что все закончится). В 2008 году она выступает на Фестивале Сан-Ремо и получает второе место с новой песней «Il mio amico» (рус. Мой друг), которую она посвятила своему лучшему другу Клаудио. Песня разрывает стандарты любви, повествуя о дискриминации гомосексуальности Эту же песню, Татанджело исполняет в дуэте с американским певцом Майклом Болтоном.

### Nel mondo delle donne и итальянская версия X фактор
В марте 2008, Татанджело проводит серию концертов. Её четвёртый альбом «Nel mondo delle donne» (рус. В мире женщин), был выпущен 28 ноября и включал 9 новых песен и 2 старые. В каждой песне альбома была тема, посвящённая женщинам, некоторые из них затрагивают тему измены «Va da lei» (рус. Уходи к ней) и супружеского насилия «Rose Spezzate» (рус. Сломанные розы). В Италии альбом стал золотым, а затем и платиновым, и был продан тиражом 50000 экземпляров.
В августе 2010 года Татанжело становится одной из четырёх судей в местном телепроекте X Factor (Италия), итальянской версии телешоу Фактор А и Главная сцена.

### Progetto B и итальянская версия шоу Танцы со звездами
В феврале 2011 году Татанджело снова участвует в фестивале Сан-Ремо с песней «Bastardo» (рус. Подонок), которая заняла девятое место. В том же месяце она выпускает её пятый альбом «Progetto B». В 2012 году на принимает участие в итальянской версии шоу Танцы со звёздами, в которой, она занимает четвёртое место.
На сегодняшний день, Анна Татанджело - одна из самых востребованных поп-певиц Италии и сейчас снимается в фильме Рождество на Юге, который выйдет в прокат 2017 году.

## Дискография
- 2003 — Attimo x attimo
- 2005 — Ragazza di periferia
- 2007 — Mai dire mai
- 2008 — Nel mondo delle donne
- 2011 — Progetto B
- 2015 — Libera
- 2019 — La fortuna sia con me

## Дуэты
1. "Un nuovo bacio" (2002, с Gigi D’Alessio)
2. "Volere volare" (2003, с Federico Straga)
3. "Il mondo e mio" (2004, с Gigi D'Alessio)
4. "Il mio amico" (2008, с Майклом Болтоном)
5. "Sarai" (2008, с Gigi D’Alessio)

## Синглы
- "Dov'e il corraggio"(2001)
- "Doppiamente fragili" (2002)
- "Un nuovo bacio" (2002)
- "Volere volare" (2003)
- "Corri" (2003)
- "L'amore piu grande che c'e" (2004)
- "Ragazza di periferia" (2005)
- "Quando due si lasciano" (2005)
- "Qualcosa di te" (2005)
- "Essere una donna" (2006)
- "Colpo di fulmine" (2006)
- "Averti qui" (2007)
- "Lo so che finira" (2007)
- "Il mio amico" (2008)
- "Mai dire mai" (2008)
- "Profumo di mamma" (2008)
- "Rose spezzate" (2009)
- "Occhio per occhio" (2013)

## Участие в Фестивале Sanremo
| Год  | Песня                             | Категория       | Место |
| ---- | --------------------------------- | --------------- | ----- |
| 2002 | "Doppiamente fragili"             | Молодые (Youth) | 1     |
| 2003 | "Volere volare" с Federico Straga | Взрослые        | 17    |
| 2005 | "Ragazza di periferia"            | Женщины (Women) | 3     |
| 2006 | "Essere una donna"                | Женщины (Women) | 1     |
| 2006 | "Essere una donna"                | Взрослые        | 3     |
| 2008 | "Il mio amico"                    | Взрослые        | 2     |
| 2011 | "Bastardo"                        | Взрослые        | 9     |